# Devon Lowery
Devon Eugene Lowery, né le 24 mars 1983 à Lincolnton (Caroline du Nord), est un joueur américain de baseball évoluant en Ligue majeure de baseball chez les Royals de Kansas City. 

## Carrière
Après des études secondaires à la South Point High School de Belmont (Caroline du Nord), Devon Lowery est drafté le 5 juin 2001 par les Royals de Kansas City.
Il passe sept saisons en Ligues mineures, avant d'effectuer ses débuts en Ligue majeure le 5 septembre 2008.
Devon Lowery est absent des terrains en 2009 en raison de problèmes au dos en début d'année puis d'une opération de l'épaule droite qu'il subit en juillet. Il avait déjà connu des problèmes physiques (tendon) en 2007 limitant ses sorties à seulement 8 matches en Ligues mineures cette saison-là.

## Statistiques
- En saison régulière

| Saison | Équipe      | G | GS | V | D | SV | IP  | SO | ERA   |
| ------ | ----------- | - | -- | - | - | -- | --- | -- | ----- |
| 2008   | Kansas City | 5 | 0  | 0 | 0 | 0  | 4.1 | 6  | 10,38 |
| Totaux |             | 5 | 0  | 0 | 0 | 0  | 4.1 | 6  | 10,38 |

Note: G = Matches joués; GS = Matches comme lanceur partant; V = Victoires; D = Défaites; SV = Sauvetages; IP = Manches lancées; SO = retraits sur des prises; ERA = Moyenne de points mérités.